# Mukawwa
Mukawwa (ar. جزيرة مكوع) je mali obalni otok u Crvenom moru, na sjevernom ulazu u Nečistom zaljevu u guvernoratu Al Bahr al Ahmar u Egiptu.
Jedan je iz male skupine otoka u Nečistom zaljevu, koja uključuje još i Kameni otok i Zabargad.
Vjeruje se da je nekoć bio dio kopna Egipta i povezan preko Râs Banasa, koji se međutim razdvojio erozijom ili porastom razine mora.